# Paweł Jasienica
Paweł Jasienica, właśc. Leon Lech Beynar (ur. 28 października?/10 listopada 1909 w Symbirsku, zm. 19 sierpnia 1970 w Warszawie) – polski oficer, historyk, pisarz historyczny, eseista i publicysta „Tygodnika Powszechnego”.
Autor cyklu esejów historycznych Polska Piastów (1960), Polska Jagiellonów (1963), Rzeczpospolita Obojga Narodów (1967–1972), w którym przedstawił własną i publicystyczną koncepcję filozofii historii Polski, wyłożoną wcześniej w Myślach o dawnej Polsce (1960); cykl ten, poświęcony dziejom przedrozbiorowym, zyskał wielką popularność. Sam Jasienica o cyklu esejów pisał:
„Książki, które piszę, nie roszczą sobie żadnych pretensji do rangi dzieł naukowych, nie są podręcznikami ani popularyzacją nauki. To są zwyczajne eseje. [...] Esejowi przysługują te same prawa, którymi się cieszy dramat, poezja czy powieść”.

## Życiorys

### Rodzina
Dziadek, Ludwik Beynar (1845–1888), był uczestnikiem powstania styczniowego, po upadku którego wyemigrował do Francji. W Tuluzie zawarł związek małżeński z pochodzącą z Hiszpanii Joanną Adelą Feugas (ur. 1852). Ich synem był Mikołaj Beynar (1882–1962), z zawodu agronom i muzyk, ojciec Leona Lecha Beynara – Pawła Jasienicy oraz Janusza Beynara (1907–1954) i Ireny Brzozowskiej. Ojciec matki pisarza, Heleny Maliszewskiej, Wiktor Maliszewski, urodzony w Nantes, był synem powstańca listopadowego. Obie rodziny w latach 70. XIX wieku przeniosły się na teren Rosji.

### Lata młodości i II wojny światowej
Urodził się w 1909 w Symbirsku (obecna nazwa: Uljanowsk) nad Wołgą. Pozostał z rodziną w Rosji do roku 1920, choć już w 1914 wyruszyli do Polski. Początkowo zamieszkali w okolicach Białej Cerkwi i Humania, następnie w Kijowie, Warszawie i ostatecznie na Wileńszczyźnie. W Wilnie ukończył gimnazjum, a następnie historię na USB. Był uczniem Stanisława Kościałkowskiego, pod którego kierunkiem napisał pracę magisterską: Rola i działalność Aleksandra Oskierki. Należał do młodzieży aktywnej społecznie w Klubie Intelektualistów oraz w Akademickim Klubie Włóczęgów Wileńskich. Używał wtedy przydomka Bachus. Był przewodniczącym Koła Naukowego Historyków na USB. W latach 1928–1932 był nauczycielem historii w Grodnie; pracował też jako spiker w Polskim Radiu Wilno. Na stopień podporucznika rezerwy został mianowany ze starszeństwem z 1 stycznia 1935 i 187. lokatą w korpusie oficerów piechoty.
Zadebiutował w 1935 książką „Zygmunt August na ziemiach dawnego Wielkiego Księstwa”. Przed wojną pracował w dzienniku „Słowo”, redagowanym przez Stanisława Mackiewicza.
W czasie II wojny światowej oficer Armii Krajowej (m.in. w sztabie Wileńskiego Okręgu Armii Krajowej). W lipcu 1944 uczestniczył w walkach o Wilno (operacja Ostra Brama) jako szeregowiec w stopniu oficerskim. Od 19 sierpnia do 21 sierpnia 1944 roku jego oddział, dowodzony przez pułkownika Macieja Kalenkiewicza ps. „Kotwicz”, stoczył bitwę z Armią Czerwoną. Oddział został rozbity, a on sam pod koniec sierpnia dostał się do niewoli w okolicach Grodna, skąd został przewieziony do Białegostoku, gdzie był przesłuchiwany przez NKWD. Wcielony do jednostki LWP w Dojlidach, z której zdezerterował. Od jesieni 1944 po dezercji z LWP służył w 5 Wileńskiej Brygadzie AK, gdzie był od lipca (dokładny dzień nie ustalony) 1945 adiutantem dowódcy brygady Zygmunta Szendzielarza „Łupaszki”. Ranny w nocy z 8 na 9 sierpnia 1945 w walce z pododdziałem 1 Brygady Pancernej pod Zalesiem, opuścił 5 Brygadę i uniknął losu większości jej oficerów skazanych na karę śmierci. Schronienie znalazł we wsi Jasienica. Miejscowy proboszcz, Stanisław Falkowski, ukrywał go na swojej plebanii do czasu wygojenia się rany. Od nazwy wsi Beynar przybrał później swój pseudonim literacki.

### Lata powojenne

#### Działalność powojenna
Po wojnie przedostał się do Krakowa i w 1946 zadebiutował na łamach „Tygodnika Powszechnego” i został również jego współredaktorem. Przyjął wtedy pseudonim Paweł Jasienica, by nie narażać żony, która ówcześnie znajdowała się w Wilnie w Litewskiej SRR, gdzie formalnie miała status wdowy. W swojej publicystyce tego okresu zajmował się głównie systemem oświaty dla młodzieży. Zabiegał o wyjście młodych ludzi „z lasu” i rozpoczęcie przez nich kształcenia dla dobra społeczeństwa i kultury polskiej bez względu na formę państwowości polskiej. Dlatego wypowiadał się przeciw angażowaniu młodzieży w działalność podziemną. Zwalczał u Polaków romantyczne podejście do rzeczywistości.

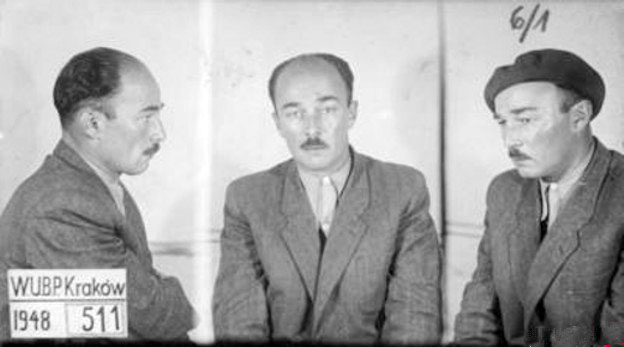
Lech Leon Beynar po aresztowaniu przez UB 1948

2 lipca 1948 roku, podczas akcji likwidacji grupy wileńskiej został aresztowany przez Urząd Bezpieczeństwa Publicznego. Wolność odzyskał dzięki interwencji Bolesława Piaseckiego. Zwalniający go funkcjonariusz UBP powiedział: Wyjdzie pan na wolność, zobaczymy, czy się to ojczyźnie opłaci. Wstąpił do Stowarzyszenia „Pax”, z ramienia którego w 1950 został członkiem zarządu przymusowego organizacji „Caritas”. Od grudnia 1959 jeden z wiceprezesów Związku Literatów Polskich. Podpisał list Komisji Intelektualistów i Działaczy Katolickich z 6 listopada 1950 do intelektualistów francuskich, wyrażający solidarność i propozycję współpracy. 22 lipca 1956 r. otrzymał od władz PRL Krzyż Kawalerski Orderu Odrodzenia Polski.
Był działaczem i ostatnim prezesem Klubu Krzywego Koła (1962). Publikował m.in. na łamach tygodnika „Świat”.

#### Prześladowania i cenzura
W 1964, w związku z zaostrzeniem cenzury, Jasienica wraz z 33 innymi polskimi intelektualistami podpisał List 34 skierowany do premiera Józefa Cyrankiewicza. Reakcją na to wystąpienie było nasilenie inwigilacji pisarza. W połowie lat 60 donosiło na niego co najmniej trzydziestu agentów. Prześladowano go za sprzeciwianie się cenzurze i aktywną działalność w opozycji liberalno-demokratycznej. Od 1966 był wiceprzewodniczącym polskiego PEN Clubu. Brał udział w protestach przeciw zdjęciu z afisza Dziadów w reżyserii Kazimierza Dejmka. Poparł otwarcie protest młodzieży akademickiej w 1968, co doprowadziło do zakazu publikacji pisarza w latach 1968–1970 i usunięcia go ze Związku Literatów Polskich. Władysław Gomułka w 1968 publicznie pomówił Jasienicę o współpracę z aparatem władzy, mówiąc, że „Śledztwo przeciwko Jasienicy zostało umorzone z powodów, które są mu znane. Został on zwolniony z więzienia”. Pomówienie to Jasienica odebrał bardzo ciężko i stanowiło ono dla niego problem aż do śmierci.

#### Twórczość
Paweł Jasienica jest najbardziej znany ze swej syntezy dziejów Polski przedrozbiorowej (Polska Piastów, Polska Jagiellonów, Rzeczpospolita Obojga Narodów), w której przedstawił poglądy kłócące się z poglądami większości współczesnych mu historyków. Zarzucano mu tzw. personalistyczne pojmowanie dziejów, sprzeczne z odgórnie narzuconą i obowiązującą wówczas historiozofią marksistowską. Inne popularne dzieła Jasienicy to Słowiański rodowód – zbiór reportaży archeologicznych (książka ta to nieco zmieniona wersja książki Świt słowiańskiego jutra), Trzej kronikarze – rozważania o Polsce średniowiecznej na podstawie fragmentów kronik Thietmara, Galla Anonima i Wincentego Kadłubka, Dwie drogi – refleksje o powstaniu styczniowym (książka ta to nieco zmieniona wersja książki Biały front), Ostatnia z rodu – dzieło poświęcone Annie Jagiellonce. Pisarz był również autorem książek reportażowych takich jak Kraj nad Jangcy, Wisła pożegna zaścianek. Nie pisał on wyłącznie o historii, zajmował się archeologią (Archeologia na wyrywki, Słowiański rodowód), nauką i techniką (Opowieści o żywej materii, Zakotwiczeni), jednak w niemalże każdej jego książce obecne są liczne refleksje nad przeszłością. Ostatnią ukończoną książką Pawła Jasienicy są Rozważania o wojnie domowej – esej o kontrrewolucji w Wandei. Ostatnią książką, którą pisarz pisał, ale jej nie ukończył, jest Pamiętnik. Jasienica nie mógł z czystym sumieniem napisać i wydać książki o historii najnowszej, ponieważ albo musiałby w takiej książce przedstawić poglądy zgodne z obowiązującą ideologią, albo książka taka nie zostałaby dopuszczona do druku. Z tego też powodu zawarte w Dwóch drogach refleksje o powstaniu styczniowym są ostatnim fragmentem dziejów, jakim Jasienica zajął się na kartach swych książek.

#### Poglądy historyczne
Jasienica był zwolennikiem poglądu, że na kształt historii mogą wpływać pojedyncze jednostki, skupiał się przy tym głównie na działaniach władzy centralnej. Gwałtownie zwalczał tezy o charakterze narodowym i teorię o anarchizmie polskiej szlachty, uznając ją za „łatwiutką i zwalniającą od myślenia”. Piastów cenił za stworzenie polskiej myśli politycznej, oraz niezależność i suwerenność podejmowania decyzji, gdy było to tylko możliwe. Uważał, że pozostawanie w kręgu zachodnioeuropejskim – zarówno kulturalnym, jak i interesów państwowych, było największą – i zmarnowaną później – spuścizną czasów piastowskich. Chwaląc, potrafił jednak dostrzec słabostki polskich Piastów – w tym okrucieństwo, niebędące jednak niczym niezwykłym w ówczesnej Europie. Jagiellonowie zaś byli dynastią stosunkowo łagodną i wprowadzili Polskę w krąg wyższej kultury umysłowej, zmarnowali jednak (zwłaszcza ostatni dwaj) koniunkturę polityczną. Rządy Wazów zostały przedstawione jako katastrofalne w skutkach „przestępstwo polityczne”. Poglądy Jasienicy wywoływały gorące spory wśród historyków, jednak wśród czytelników jego książki cieszyły się wielką popularnością.

#### Związek z Zofią O’Bretenny

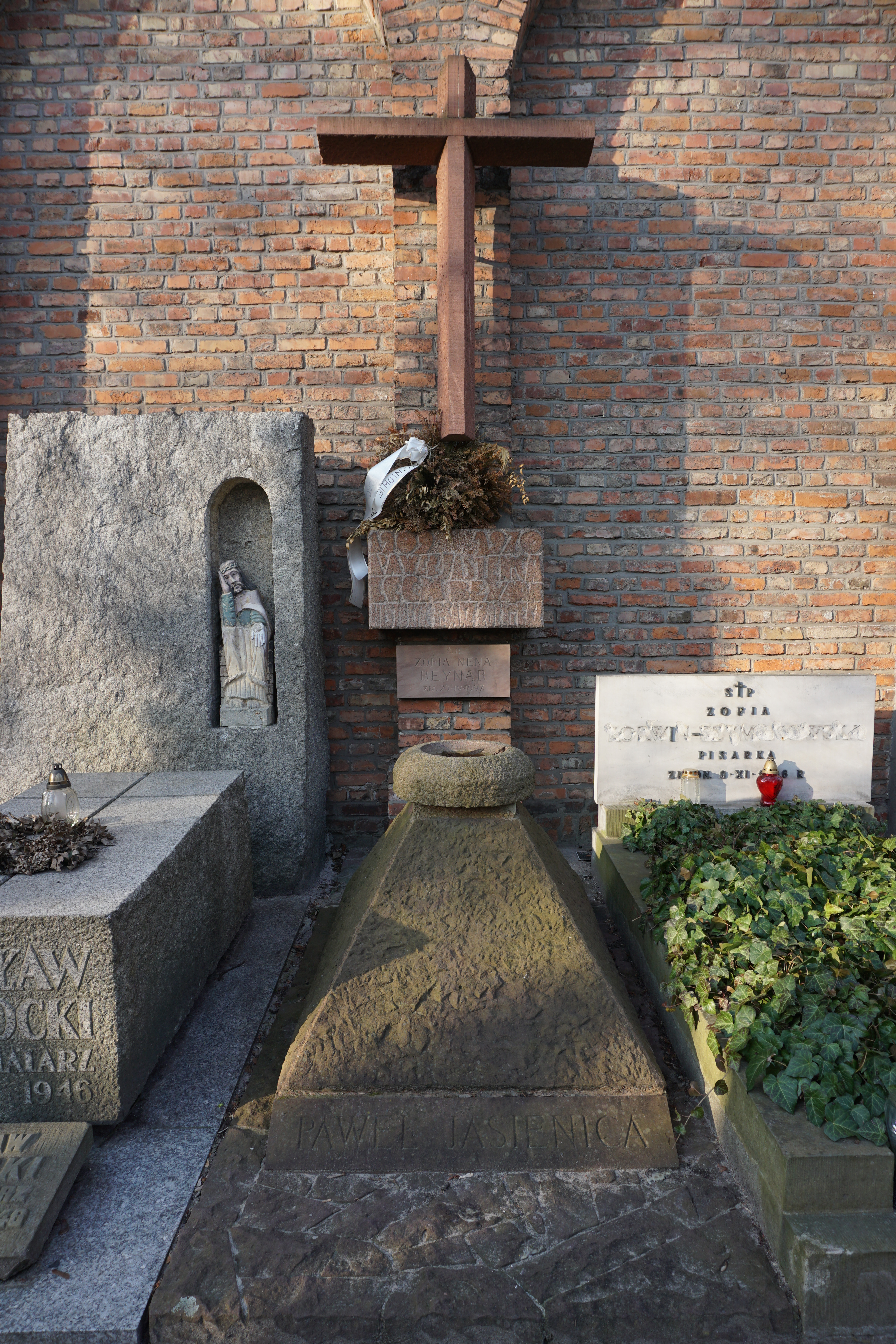
Grób Pawła Jasienicy na cmentarzu Powązkowskim

W materiałach operacyjnych Służby Bezpieczeństwa dotyczących Pawła Jasienicy, jako jedną z jego słabości wymieniano kobiety. Z ujawnionych w roku 2002 akt IPN wynika, że około roku 1965 wśród donoszących na niego osób pojawiła się agentka o pseudonimie „Ewa” – Nena Zofia Darowska (primo voto O’Bretenny – pierwszego męża, Irlandczyka, poznała w obozie w Niemczech). Miała wówczas 40 lat, była młodsza od pisarza o 15 lat i pracowała w dziekanacie jednej z warszawskich uczelni. Atrakcyjnej tajnej współpracownicy, przy wydatnej pomocy SB, udało się stopniowo zbliżyć do pisarza przygnębionego niespodziewaną śmiercią żony w 1965 roku. Z upływem czasu „Ewa” zdobyła sympatię i zaufanie ofiary, a w końcu i serce – w grudniu 1969 roku zawarła z nim związek małżeński. Był to ewenement, bowiem nigdy wcześniej nie doszło do ślubu agentki z inwigilowanym. Przełożonych z SB zapewniła, że wejście w stosunek małżeński nie zmieni jej lojalnej postawy. Zachowane dokumenty potwierdzają to. Po ślubie kobieta zmieniła pseudonim na „Max” i dalej gorliwie donosiła na męża. Raporty pisała w toalecie, a następnie funkcjonariusz prowadzący odbierał je jako jej dobry znajomy, który przyszedł pożyczyć książki.
19 sierpnia 1970 roku, osiem miesięcy po ślubie, wyczerpany pisarz zmarł na raka płuc. Pochowany na cmentarzu Powązkowskim w Warszawie (Aleja Zasłużonych-1-38). Po jego śmierci Zofia Beynar kontynuowała współpracę z SB. Zmarła w 1997 roku.
Po ujawnieniu w 2002 w archiwach Instytutu Pamięci Narodowej faktu współpracy wdowy pisarza z SB, jego jedyna córka Ewa Beynar-Czeczott odmówiła zgody na kolejne wznowienia dzieł Jasienicy i złożyła do sądu wniosek o odebranie praw spadkowych (w tym autorskich praw majątkowych) synowi agentki z jej pierwszego małżeństwa, Markowi O’Bretennemu, jako powód podając, że matka, po której ten dziedziczył, była niegodna dziedziczenia [po Pawle Jasienicy], gdyż działała na szkodę męża. Do czasu zakończenia sporu dzieła Jasienicy były niewydawane. 28 grudnia 2006 sąd przyznał wyłączność praw autorskich córce pisarza; pasierb Jasienicy miał otrzymać księgozbiór ojczyma. To otworzyło drogę do wznowienia dzieł Jasienicy. W 2007 Wydawnictwo Prószyński i S-ka zapoczątkowało publikację cyklu Jasienica. Powrót złożonego z 17 tomów.

## Odznaczenia i nagrody
- Krzyż Wielki Orderu Odrodzenia Polski nadany pośmiertnie postanowieniem prezydenta Lecha Kaczyńskiego z 3 maja 2007 „za wybitne zasługi dla niepodległości Rzeczypospolitej Polskiej, za działalność na rzecz przemian demokratycznych, za osiągnięcia w podejmowanej z pożytkiem dla kraju pracy zawodowej i działalności społecznej”[25] i przekazany na ręce członków rodziny 1 marca 2011 podczas uroczystości z okazji święta państwowego Narodowego Dnia Pamięci „Żołnierzy Wyklętych”[26].
- Krzyż Kawalerski Orderu Odrodzenia Polski nadany 22 lipca 1956 r.
- Krzyż Walecznych nadany przez Dowództwo Wileńskiego Okręgu Armii Krajowej w 1944 r. i zatwierdzony przez Ministerstwo Obrony Narodowej w 1967.
- Krzyż Armii Krajowej nadany 24 lipca 1967 w Londynie przez Karola Ziemskiego ps. „Wachnowski”.
- 19 czerwca 2007 pisarza uhonorowano wyróżnieniem Kustosza Pamięci Narodowej. Nagrodę przyznaną post mortem Pawłowi Jasienicy odebrała córka pisarza Ewa Beynar-Czeczott[27].

## Publikacje
- Zygmunt August na ziemiach dawnego Wielkiego Księstwa, Wilno 1935
- Ziemie północno-wschodnie Rzeczypospolitej za Sasów, Wilno 1939
- Wisła pożegna zaścianek (wydanie pierwsze Instytut Wydawniczy „Pax” lipiec 1951, nakład 10000+350 egz.)
- Świt słowiańskiego jutra (wydanie pierwsze PIW październik 1952, nakład 10000+153 egz.)
- Biały front (wydanie pierwsze PIW sierpień 1953, nakład 7000+161 egz.)
- Opowieści o żywej materii (wydanie pierwsze PIW 1954, nakład 10000+176 egz.)
- Zakotwiczeni (wydanie pierwsze PWN 1955, nakład 5136 egz.)
- Chodzi o Polskę, wydawnictwo Polonia, Warszawa 1956
- Archeologia na wyrywki. Reportaże (wyd. pierwsze, wydawnictwo Książka i Wiedza, Warszawa listopad 1956, nakład 3260 egz.)
- Ślady potyczek (wydanie pierwsze Czytelnik styczeń 1957, nakład 3205 egz.)
- Kraj Nad Jangtse, w nowszych wydaniach Kraj na Jangcy (wydanie pierwsze Czytelnik 1957, nakład 2185 egz.)
- Myśli o dawnej Polsce (wyd. pierwsze Czytelnik 1960)
- Polska Piastów (wyd. pierwsze Ossolineum 1960)
- Słowiański rodowód (wyd. pierwsze PIW 1961)
- Tylko o historii (wyd. pierwsze Iskry 1962)
- Dwie Drogi (wyd. pierwsze PIW 1963)
- Polska Jagiellonów (wyd. pierwsze PIW 1963)
- Trzej kronikarze (wyd. pierwsze PIW 1964)
- Ostatnia z rodu (wyd. pierwsze 1965)
- Rzeczpospolita Obojga Narodów. Srebrny wiek t. 1 (wyd. pierwsze PIW 1967)
- Rzeczpospolita Obojga Narodów. Calamitatis Regnum t. 2 (wyd. pierwsze PIW 1967)
- Rzeczpospolita Obojga Narodów. Dzieje agonii t. 3 (wyd. pierwsze PIW 1972)
- Rozważania o wojnie domowej (wyd. pierwsze w drugim obiegu ok. 1980)
- Pamiętnik (wyd. pierwsze w drugim obiegu 1986)
- Polska anarchia (wyd. pierwsze Wydawnictwo Literackie 1988)
- Historia to nie dziwka. Antologia tekstów Pawła Jasienicy, jego interlokutorów i recenzentów (Zbiór, wstęp i komentarz Arkadiusz Kierys; wyd. Universitas 2018)

## Upamiętnienie

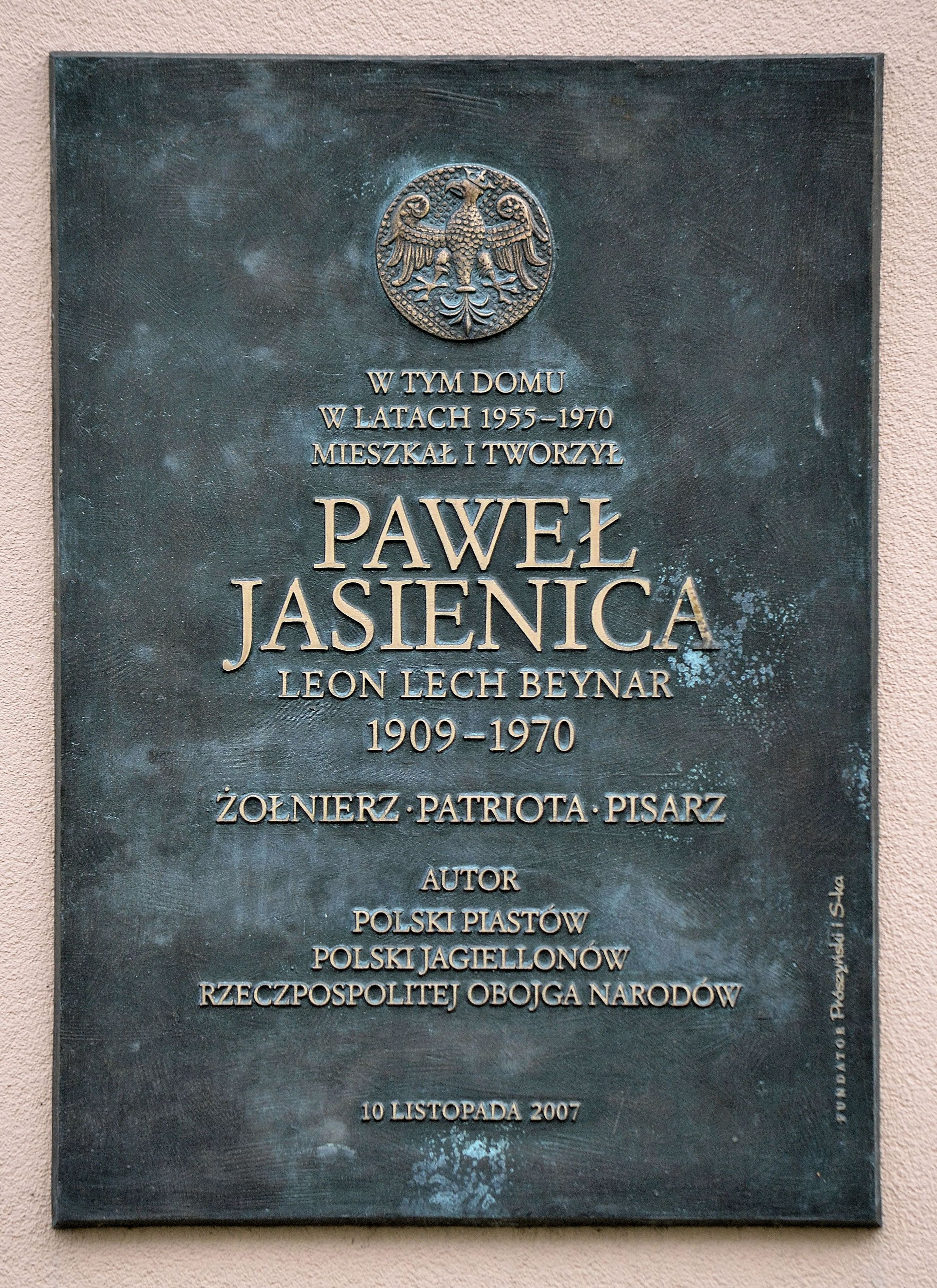
Tablica pamiątkowa na domu przy ul. Dąbrowskiego 75b w Warszawie, w którym w latach 1955–1970 mieszkał Paweł Jasienica

- W 98. rocznicę urodzin pisarza, 10 listopada 2007, na ścianie bloku przy ul. Dąbrowskiego 75b w Warszawie, w którym w latach 1955–1970 mieszkał Paweł Jasienica, odsłonięto tablicę pamiątkową[28].
- W maju 2008 Rada m. st. Warszawy nadała imię Pawła Jasienicy rondu u zbiegu ulic Dąbrowskiego i Łowickiej[29].
- Dla upamiętnienia 100. rocznicy urodzin Poczta Polska wprowadziła do obiegu znaczek, na którym widnieje czarno-biała fotografia pisarza na tle jego książek[30].
- W 2008 roku imieniem Pawła Jasienicy zostało nazwane 2 Społeczne Liceum Ogólnokształcące w Warszawie.

## Odniesienia w kulturze popularnej
Ostatnie lata życia pisarza i jego małżeństwo z Zofią O’Bretenny stały się inspiracją dla twórców filmu Różyczka.